# Milyeringa brooksi
Milyeringa brooksi är en fiskart som beskrevs av Prosanta Chakrabarty 2010. Milyeringa brooksi ingår i släktet Milyeringa och familjen Eleotridae. Inga underarter finns listade i Catalogue of Life.